# كالامين
كالامين : يتكون من إمّا خليط من أكسيد الزنك مع حوالي 0.5% من أكسيد الحديد  أو مركَّب كربونات الزنك 
وهو مسحوق عديم الشكل عديم الملمس لونه زهري أو بني محمر، وهذا اللون يعتمد على كمية وتنوع أكسيد الحديد الموجودة فيه وبالعملية التي تمت إضافته إليها، وهو غير منحل عملياً في الماء ، ينحل مع فوران في حمض كلور الماء . وهو المكوّن الرَّئيسي في غسول الكالامين ويستخد كمضادّ للحكَّة
لعلاج حالات مثل حروق الشمس ، الطفح الجلدي الناتج من اللبلاب السَّام والبلوط السّام وجدري الماء ولدغ الحشرات الَّسعات  كما يستخدم كمطهّر لمنع العدوى التّي يمكن أن تسببها الخدوش في المنطقة المتضرّرة ، وقابض للبكاء أو تفريغ البثور ودمامل حبّ الشّباب.

## الاستخدامات الطبيّة
في بيان صحفي عام 1992 ، أعلنت إدارة الدواء والغذاء الأمريكية أنَّه لا يوجد دليل قُدِّم لها يثبت أن استخدام الكالامين آمن أو فعَّال في علاج لدغات البق واللَّسعات والطَّفح الجلدي الناتج من اللبلاب السَّام والبلوط السَّام والسُّماق السَّام. البيان الصَّحفي أدرج ما مجموعه 415 من التَّركيبات الدَّوائيّة التّي تُباع دون وصفة طبيِّة والتّي اعتبرتبها إدارة الدَّواء والغذاء الأمريكيَّة محظورة لاستخدامات معيّنة ولم تثبت فاعليّتها بعد.
في 2 سبتمبر 2008 أصدرت إدارة الدَّواء والغذاء الأمريكيّة وثيقة أوصت باستخدام الأدويّة الموضعيّة التّي تباع دون وصفة طبيّة لحماية الجلد ، مثل الكالامين ، للتخفيف من الحكَّة التّي تسببها النَّباتات السّامّة مثل اللبلاب السَّام ، البلوط السَّام ، والسّماق السَّام.